# Graciela Carnevale
Graciela Carnevale (Marcos Juárez, Córdoba, 1942) es una artista conceptual argentina conocida por su producción artística durante la década de 1960. Desarrolla su actividad en la ciudad de Rosario, Argentina. 

## Trayectoria
Egresada de la Escuela de Bellas Artes de la Facultad de Humanidades y Artes de Rosario (1964) es reconocida por su participación en el Ciclo de Arte Experimental (1968) organizado por el Grupo de Arte de Vanguardia de Rosario. Formó parte del Grupo de Arte Vanguardia de Rosario (1965–1969) cuyo objetivo era superar los límites de sus propios métodos y práctica artística en el espíritu del clásico Avant Garde. Su obra más destacada El encierro - proyecto de la Serie de Arte Experimental  buscaba intencionadamente atrapar su audiencia en la galería de arte, de modo que  podrían introducirse, pero no huir sin un esfuerzo colectivo. Es profesora de arte en la Universidad Nacional de Rosario. Desde 2003 está coordinando la iniciativa independiente, El Levante con el artista Mauro Machado, con programas y talleres para artistas jóvenes.

## Obras destacadas

### Acción del Encierro
El Happening experimental más conocido de Graciela Carnevale, fue la Acción del Encierro de 1968. En el cual Carnevale invitó espectadores a una galería vacía y cubrió la fachada vidriada frontal con carteles. Entonces ella encerró los espectadores y se marchó. Carnevale declaró que la intención de esta acción era invocar un tipo de "violencia ejemplar" ,por el cual los participantes estuvieron forzados a transformarse de espectadores  pasivos a participantes activos y conscientes comprometidos en su propio acto de liberarse de la galería. En lugar de formar parte en una acción violenta, los participantes le solicitaron a un transeúnte que rompiera el vidrio y los liberara, pasando la responsabilidad de la acción violenta hacia el. Este Happening fue una acción que buscaba alentar la reflexión crítica en la naturaleza de libertad en Argentina, bajo dictadura militar en aquel tiempo. La ruptura de la pared vidriada de la galería  tenía el propósito de hacerse eco al romper las restricciones de la represión política.

### Tucumán Arde
"Tucumán Arde" O Tucumán está quemando fue una exposición realizada en Buenos Aries y Rosario Argentina, que comenzó en 1968 como protesta a las terribles condiciones de vida y laborales bajo el periodo del presidente de facto el General Juan Carlos Onganía.
La participación de Graciela Carnevale en las protestas de Tucumán Arde empezó a raíz de su trabajo con el Ciclo de Arte Experimental expuesto en Rosario, Argentina.

### Trabajo más tardío
Creatividad colectiva
En 2005, se expuso en Kassel, Alemania, "la creatividad Colectiva". La cual presentó trabajos  de más de 40 grupos de artistas internacionales. Esta exposición trató las diferentes formas de creatividad de artística. Estos artistas compartían programas comunes, metodologías, y puntos de vistas políticos. La exposición se centraba en tensiones sociales concretas, y utilizaba la creatividad colaborativa como forma de resistir el sistema de arte dominante y para criticar instituciones sociales y políticas.
Be what you want but stay where you are
Esta exposición puramente estética congregó en 2005 una variedad de trabajos artísticos de diferentes áreas geo-políticas que compartían una preocupación por la  política y el gobierno. La exposición como retrato grupal dinámico ayudó el espectador a contemplar formas de conexión que normalmente no son percibidas.
La Normalidad
La tercera instalación de "Ex-Argentina", organizada en respuesta a la crisis financiera argentina de 2001. La exposición reunía protestas efímeras, documentales, instalaciones experimentales, y proyectos públicos que examinaban la relación entre colaboración artística y la resistencia social.

## Influencia e implicación

### Grupo de Arte de Vanguardia de Rosario
Carnevale fue parte del Grupo de Arte de Vanguardia de Rosario (1965–1969). Un colectivo que apuntó a crear una agitación en el escenario de arte argentino de 1965 hasta la disolución del grupo en 1969.

### Conceptualismo Latinoamericano
Actuando fuera de las instituciones tradicionales de bellas artes, Carnevale giró su trabajo hacia la documentación y la promoción de contrainformación sobre dictadura militar y su ataque a los Derechos Humanos en Argentina.